# جینجر راجرز
جینجر راجرز (به انگلیسی: Ginger Rogers) (زادهٔ ۱۶ ژوئیهٔ ۱۹۱۱ – درگذشتهٔ ۲۵ آوریل ۱۹۹۵) هنرپیشه و نمایشنامه‌نویس آمریکایی بود.

## زندگی
با نام تولد ویرجینیا کاترین مک‌مث (به انگلیسی: Virginia Katherine McMath) در ۱۶ ژوئیهٔ ۱۹۱۱ در ایندیپندنس، میزوری زاده شد و در ۲۵ آوریل ۱۹۹۵ در سن ۸۳ سالگی در رانچو مایراج، کالیفرنیا درگذشت.

## زندگی خصوصی
وی پنج بار ازدواج نمود و نام همسرانش عبارت بود از:
- جک پپر (ازدواج ۱۹۲۹–۱۹۳۱; طلاق)
- لو آیرس (ازدواج ۱۹۳۴–۱۹۴۰; طلاق)
- جک بریجز (ازدواج ۱۹۴۳–۱۹۴۹; طلاق)
- ژاک برژراک (ازدواج ۱۹۵۳–۱۹۵۷; طلاق)
- ویلیام مارشال (رهبر گروه موسیقی) (ازدواج ۱۹۶۱–۱۹۶۹; طلاق)

## جوایز و افتخارات
- ۱۰۰ سال… ۱۰۰ ستاره به انتخاب بفا
- جایزه اسکار بهترین بازیگر نقش اول زن در بیست و دومین دوره (۱۹۴۰)
- جایزه مرکز کندی (۱۹۹۲)

## بخشی از فیلم‌شناسی
- مهمان سیزدهم (۱۹۳۲)
- فریادی در شب (۱۹۳۳)
- خیابان ۴۲ (۱۹۳۳)
- پرواز به ریو (۱۹۳۳)
- طلاق خوش (۱۹۳۴)
- رمانتیک در منهتن (۱۹۳۵)
- کلاه سیلندری (۱۹۳۵)
- چرخش زمان (۱۹۳۶)
- در صحنه (۱۹۳۷)
- مادر مجرد (۱۹۳۹)
- دختر خیابان پنجم (۱۹۳۹)
- کیتی فویل (۱۹۴۰)
- تام، دیک و هری (۱۹۴۱)
- روکسی هارت (۱۹۴۲)
- داستان‌های منهتن (۱۹۴۲)
- ماه عسل پرماجرا (۱۹۴۲)
- شریک دلسوز (۱۹۴۳)
- بانویی در تاریکی (۱۹۴۴)
- من تو را می‌بینم (۱۹۴۴)
- تپش قلب (۱۹۴۶)
- ما متأهل نیستیم! (۱۹۵۲)
- حقه‌بازی (۱۹۵۲)
- نخستین بانوی فروشنده دوره‌گرد (۱۹۵۶)
- هارلو (۱۹۶۵)
- هارلو (۱۹۶۵)
- هرچیزی ممکن است (۱۹۸۰)

## مرگ
راجرز در ۲۵ آوریل ۱۹۹۵ بر اثر حمله قلبی در سن ۸۳ سالگی در خانه خود در رانچو میراژ درگذشت.